# Calycobolus micranthus
Calycobolus micranthus là một loài thực vật có hoa trong họ Bìm bìm. Loài này được (Dammer) Heine mô tả khoa học đầu tiên năm 1963.